# Eugenia piloesis
Eugenia piloesis är en myrtenväxtart som beskrevs av Jacques Cambessèdes. Eugenia piloesis ingår i släktet Eugenia och familjen myrtenväxter. Inga underarter finns listade i Catalogue of Life.